# 嘎朵觉悟
嘎朵觉悟（藏語：དགའ་བསྟོད་ཇོ་བོ།，威利转写：dgav bstod jo bo）也作尕朵觉沃、噶堆觉卧、尕堆交卧、噶朵觉悟，位于中华人民共和国青海省曲麻莱县巴干乡与称多县尕朵乡交界处,是玉树地区藏族心目中代表其守护神的“神山”，系由20座平均海拔4900米的山峰组成，主峰海拔5470米。
嘎朵觉悟同时属于藏族文化中的世间9尊（九大神山，སྲིད་པ་ཆགས་བའི་ལྟ་དགུ།）、王者13悦（赞普十三歌神，བཙན་པོའི་མགུར་ལྟ་བཅུ་གསུམ།）和年庆4部（四大年神，གཉན་ཆེན་སྡེ་བཞི།）之列。